# Filippo Carcano
Filippo Carcano (Milano, 25 settembre 1840 – 19 gennaio 1914) è stato un pittore italiano.

## Biografia
Nacque da Gaetano Carcano e Francesca Piccaluga'
Si iscrive molto giovane (1855) all'Accademia di Brera di Milano dove è allievo di Francesco Hayez, Schmidt, Bisi, Zimmermann, Sogni e del direttore Giuseppe Bertini, avendo per compagni di corso Federico Faruffini, Tranquillo Cremona e Daniele Ranzoni con i quali dividerà per qualche anno lo studio milanese in via San Primo. Quindi la sua formazione è avvenuta nel gruppo degli Scapigliati.
Poco più che ventenne compie, insieme al fratello, un viaggio formativo a Parigi e Londra, dove conosce i paesaggisti inglesi e francesi del primo Ottocento.
Tornato in Italia inizia a produrre opere di stampo realista, assai poco apprezzate dalla critica che le ritiene eseguite con l'aiuto della tecnica fotografica.
In qualunque caso si mette in evidenza con la Partita a bigliardo del 1873 e con la Scuola di ballo del 1874.
Nonostante le critiche Carcano insiste a lavorare assiduamente ed a presentare le proprie opere in varie esposizioni, fin quando nel 1878 vince il premio Mylius.
Da quel momento le sue opere iniziano a riscuotere un crescente consenso di critica e commerciale.
Vince due volte (1882 e 1897) il premio Principe Umberto. È di questo periodo una delle sue opere più rappresentative, ossia la Piazza San Marco.
Nel 1899 partecipa alla III Esposizione internazionale d'arte di Venezia.
Diventa professore di figura all'Accademia di Brera, mentre diverse sue opere sono alla Pinacoteca di Brera.
È considerato il caposcuola del Naturalismo lombardo, oltre ad essere l'erede del Piccio per alcuni elementi paesaggistici lombardi e l'anello di saldatura con la moderna corrente paesaggistica lombarda.
Riposa al cimitero Monumentale di Milano.
Nei giardini pubblici di Porta Venezia è un monumento a lui dedicato, inaugurato nel 1917, opera dello scultore Boninsegna.

## Opere

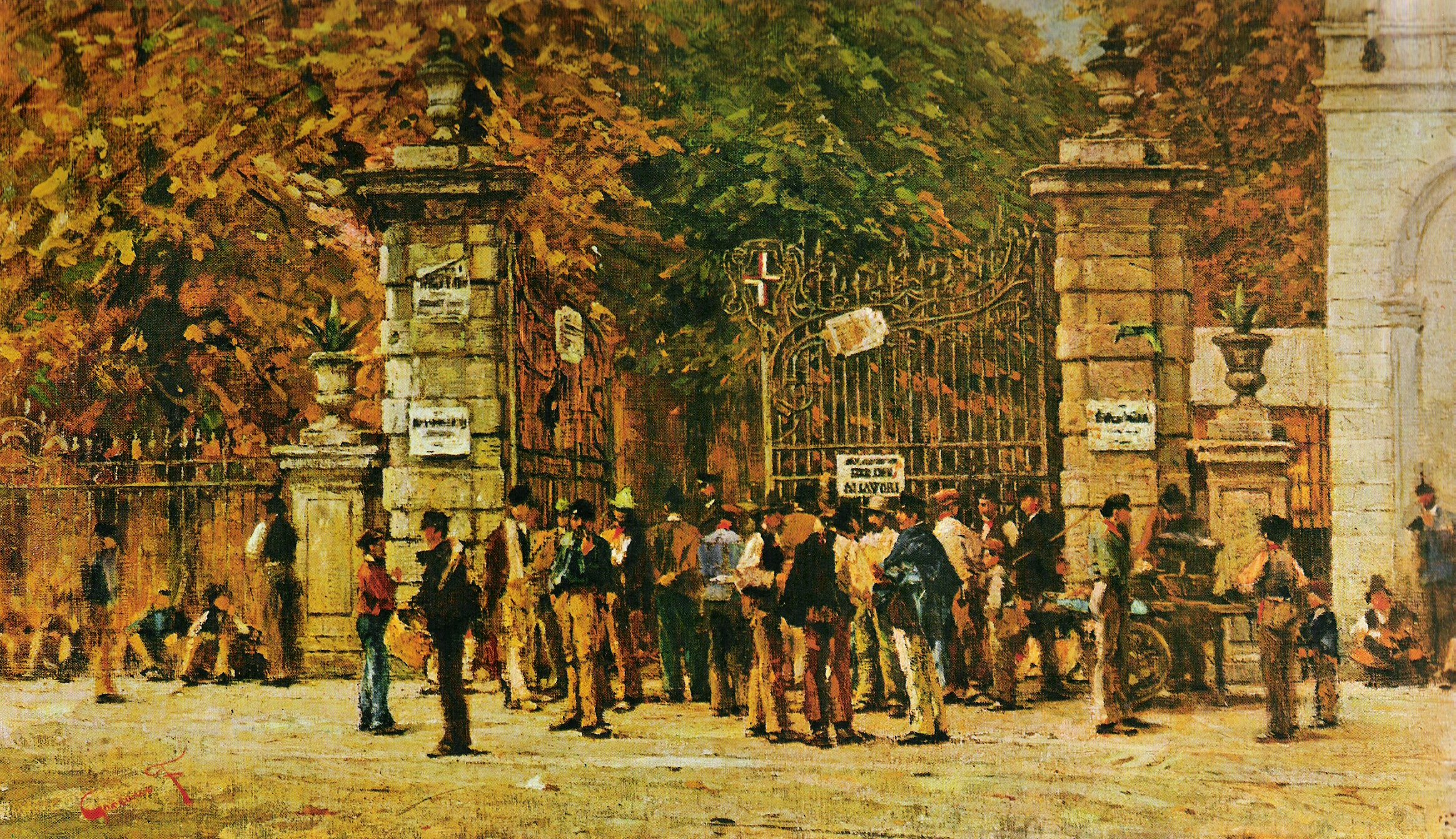
Filippo Carcano, L'ora del riposo durante i lavori dell'Esposizione del 1881, 1881

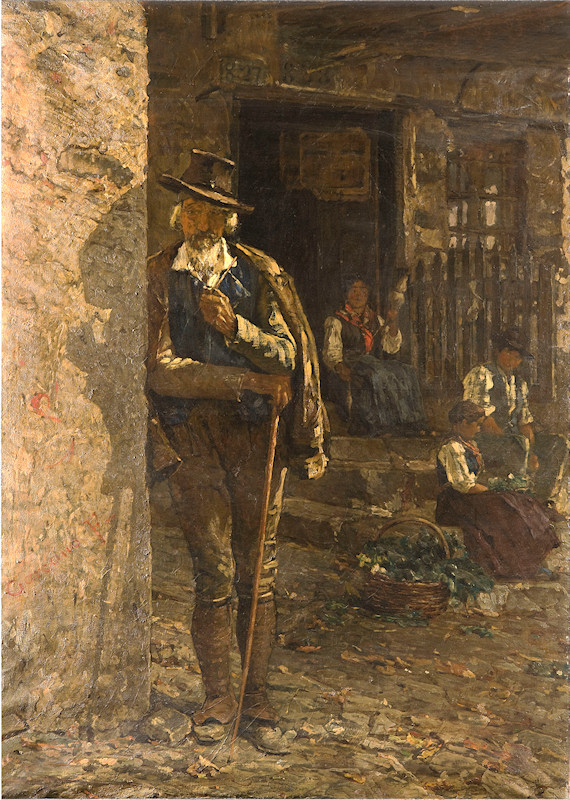
Tipi di una famiglia di contadini nel Veneto o Scena di vita montana, 1885 ca. (Fondazione Cariplo)

- La piccola fioraia, 1862, Valdagno (Vi), Raccolta Marzotto
- Una lezione di ballo, 1865, Galleria d'Arte Moderna, Torino
- Cortile a giardino con figure effetto di sole, 1867-1868, olio su tela, cm 133,5 x 99,5. Collezione privata, Milano
- Un brindisi, 1872, olio su tela, cm 74 x 62. Collezione privata, Milano
- L'interno del Duomo di Milano, 1872, olio su tela, cm. 131 x 167. Collezione privata, Milano
- Una mattina sul lago Maggiore; La quiete del lago, 1876 ca., olio su tela, cm 99,7 × 137,2. Civica Galleria d'Arte Moderna, Milano
- Veduta agreste, Mergozzolo, 1878, olio su tela, cm 85 x 120. Collezione privata, Milano
- L'ora del riposo durante i lavori dell'Esposizione del 1881, 1881.[5] Galleria d'Arte Moderna, Milano
- In Autunno; Veduta del Duomo di Milano da un balcone, 1883, olio su tela, cm 100 x 200. Collezione Touring Club Italiano, Milano
- Appena arrivate!, 1886, olio su tela, cm 53 x 70,5. Civica Galleria d'Arte Moderna, Milano
- Sul Mottarone, 1886. Galleria d'Arte Moderna, Milano
- I figli del mare; Operai in riposo, 1887, olio su tela, cm 100 x 200. Collezione privata
- In Montagna (Bergamasca), 1888 ca., olio su tela, cm 122 x 86, Collezione Mediocredito Lombardo
- Donna che lavora a maglia, 1893, olio su tela, cm 51 x 36, Collezione privata
- Le Prealpi bergamasche, 1895, Museo della scienza e della tecnica di Milano
- Dall'alto (Arses); In alto, 1895 circa, olio su tela, cm 88 x 137, Collezione privata
- Il ghiacciaio di Cambrena, 1897, olio su tela, cm 135 x 195. Collezione Privata, Milano
- Pianura Lombarda, 1885, olio su tela; cm 135 x 242. Collezione Privata, Brescia
- Marina (In mare) 1888, olio su tela; cm 100 x 200. Collezione privata
- Cristo che bacia l'umanità, 1897, olio su tela cm 242 x 135. Collezione privata
- Piazza San Marco a Venezia, 1882, olio su tela, cm 181 x 100. Galleria Nazionale di Arte Moderna, Roma
- Al pascolo 1884, olio su tela, cm 246 x 135. Musei Civici, Udine
- Paesaggio, 1860-1914, olio su tela, cm 51 x 41,2. Museo Cantonale d'Arte, Lugano
- La campagna di Asiago, 1885, olio su tela, cm 143 x 225. Musée d'Orsay, Parigi